# Miguel Nazarit
Miguel Ángel Nazarit Mina, noto semplicemente come Miguel Nazarit (Cali, 20 maggio 1997), è un calciatore colombiano, difensore svincolato.

## Caratteristiche tecniche
È un difensore centrale.

## Carriera
Cresciuto nel settore giovanile dell'Once Caldas, ha esordito in prima squadra l'8 marzo 2017 disputando l'incontro di Copa Colombia vinto 1-0 contro il Itagui Leones. Il 16 dicembre 2019 è stato acquistato il suo trasferimento al Nashville in vista della Major League Soccer 2020.

## Statistiche
Statistiche aggiornate al 2 marzo 2020.

### Presenze e reti nei club
| Stagione        | Squadra         | Campionato      | Campionato | Campionato | Coppe nazionali | Coppe nazionali | Coppe nazionali | Coppe continentali | Coppe continentali | Coppe continentali | Altre coppe | Altre coppe | Altre coppe | Totale | Totale | Totale |
| Stagione        | Squadra         | Comp            | Pres       | Reti       | Comp            | Pres            | Reti            | Comp               | Pres               | Reti               | Comp        | Pres        | Reti        | Pres   | Reti   |        |
| --------------- | --------------- | --------------- | ---------- | ---------- | --------------- | --------------- | --------------- | ------------------ | ------------------ | ------------------ | ----------- | ----------- | ----------- | ------ | ------ | ------ |
| 2017            | Once Caldas     | A               | 9          | 1          | CC              | 5               | 0               |                    | -                  | -                  |             | -           | -           | 14     | 1      |        |
| 2018            | Once Caldas     | A               | 17         | 0          | CC              | 0               | 0               |                    | -                  | -                  |             | -           | -           | 17     | 0      |        |
| 2019            | Once Caldas     | A               | 13         | 0          | CC              | 3               | 0               | CS                 | 0                  | 0                  |             | -           | -           | 16     | 0      |        |
| 2020            | Nashville       | MLS             | 0          | 0          |                 | -               | -               |                    | -                  | -                  |             | -           | -           | 0      | 0      |        |
| Totale carriera | Totale carriera | Totale carriera | 39         | 1          |                 | 8               | 0               |                    | 0                  | 0                  |             | -           | -           | 47     | 1      |        |